# Sân bay Adana Şakirpaşa
Sân bay Adana hay Sân  bay Adana Şakirpaşa (tiếng Thổ Nhĩ Kỳ: Adana Şakirpaşa Havalimanı) (IATA: ADA, ICAO: LTAF) là một sân bay ở thành phố Adana ở tỉnh Adana của Thổ Nhĩ Kỳ.
Sân bay Adana được khai trương làm sân bay quân sự/dân sự năm 1937. Sân bay này được sử dụng làm sân bay dân sự năm 1956. Sân bay Adana nằm cách trung tâm thành phố 3,5 km.

## Các hãng hàng không và các tuyến điểm
- Atlasjet (Antalya, Bodrum, Ercan, Istanbul-Atatürk, İzmir)
- Blue Wings (Düsseldorf)
- Cyprus Turkish Airlines (Ercan)
- Fly Air (Istanbul-Atatürk)
- Onur Air (Antalya, Ercan, Istanbul-Atatürk, İzmir)
- Pegasus Airlines (Antalya, Berlin-Tegel, Düsseldorf, Ercan, Istanbul-Sabiha Gökçen, Trabzon)
  - Pegasus Airlines operated by Izair (Antalya, İzmir, Trabzon)
- Tarhan Tower Airlines (Istanbul-Atatürk)
- Turkish Airlines (Ankara, Berlin-Schönefeld, Cologne, Düsseldorf, Frankfurt, Istanbul-Atatürk, Jeddah, Venice)
  - Turkish Airlines operated by SunExpress (Antalya, Erzurum, Istanbul-Sabiha Gökçen, İzmir, Trabzon, Van)